# Liceum Ogólnokształcące im. gen. Władysława Andersa w Lesku
Liceum Ogólnokształcące im. gen. Władysława Andersa w Lesku – liceum ogólnokształcące z siedzibą w Lesku.

## Historia
Za początek istnienia szkoły uznaje się datę 2 stycznia 1946, gdy zostało założone Prywatne Miejskie Koedukacyjne, stanowiące pierwszą szkołę średnią w Lesku. Szkoła nosiła nazwę im. Karola Świerczewskiego od 18 kwietnia 1948. W wyniku zarządzenia Ministra Oświaty z 20 lutego 1949 szkoła została upaństwowiona i przyjęła nazwę Państwowa Szkoła Ogólnokształcąca stopnia Licealnego w Lesku. 1 września 1959 do użytku został oddany nowy budynek szkoły, a w jego powstaniu wsparcia udzielił inspektor szkolny i poseł na Sejm PRL, Jan Maciela. Inicjatorem nadania szkole imienia gen. Władysława Andersa był nauczyciel języka angielskiego w szkole, major Wojska Polskiego, oficer Polskich Sił Zbrojnych na Zachodzie, kawaler Orderu Virtuti Militari, Jerzy Matykiewicz. Wyboru patrona w drodze wyboru konkursowego dokonano 28 lutego 1993. Uroczystość odbyła się 14 października 1993. W dniach 20-22 września 1996 odbyły się uroczystości obchodów jubileuszu 50-lecia istnienia szkoły.

## Dyrektorzy
- Tomasz Radłowski (1946–1969)
- Józef Budziak (1969–1983)
- Elżbieta Cichy (1983–1985)
- Jerzy Bartnik (1985–2004)
- Bernard Baran (2004–2019)
- Anna Ceparska-Bąbel (od 2019)

## Znani nauczyciele
- Hieronim Köller
- Jerzy Matykiewicz (język angielski)
- Józef Budziak (historia, 1959–1984)
- Zygmunt Skałkowski (1970–1975)

## Znani absolwenci
W nawiasach podano lata ukończenia szkoły zakończone uzyskaniem matury.
- Władysław Bossak – lekkoatleta (1952)[4]
- Magdalena Gużkowska – szachistka (1994)[8]
- Jerzy Tocki – matematyk (1962)[9]